# Дрори, Амир
Амир Дрори (ивр. אמיר דרורי‎;
1937, Тель-Авив, Палестина — 2005, южный Негев, Израиль) — израильский военачальник.
Во время Войны Судного дня (1973) Амир Дрори командовал пехотной бригадой Голани. Его подразделение отбило гору Хермон, в первые дни войны захваченную войсками Сирии. В дальнейшем Дрори командовал войсками Северного округа Израиля (на этом посту он руководил вторжением в Ливан 1982 года), а также занимал пост заместителя начальника Генерального штаба.
В 1960 году, будучи офицером бригады «Голани», Дрори был награждён почётной медалью за операцию в Тауфике.
В период с 1985 по 1986 год занимал должность командующего сухопутными войсками. С 1986 по 1987 год возглавлял оперативное управление израильской армии.
После ухода в отставку Амир Дрори возглавил Управление древностей Израиля, которое он возглавлял с 1988 по 2000 год.
12 марта 2005 г., после прохождения сложного туристического маршрута «Нахаль Хава» в Негеве, потерял сознание и скончался от сердечного приступа.